# Guignol
Guignol (wym. giniol lub ginjol) – jedna z głównych postaci francuskiego teatru lalek, powstała około 1808 w Lyonie.

## Historia

### Początki

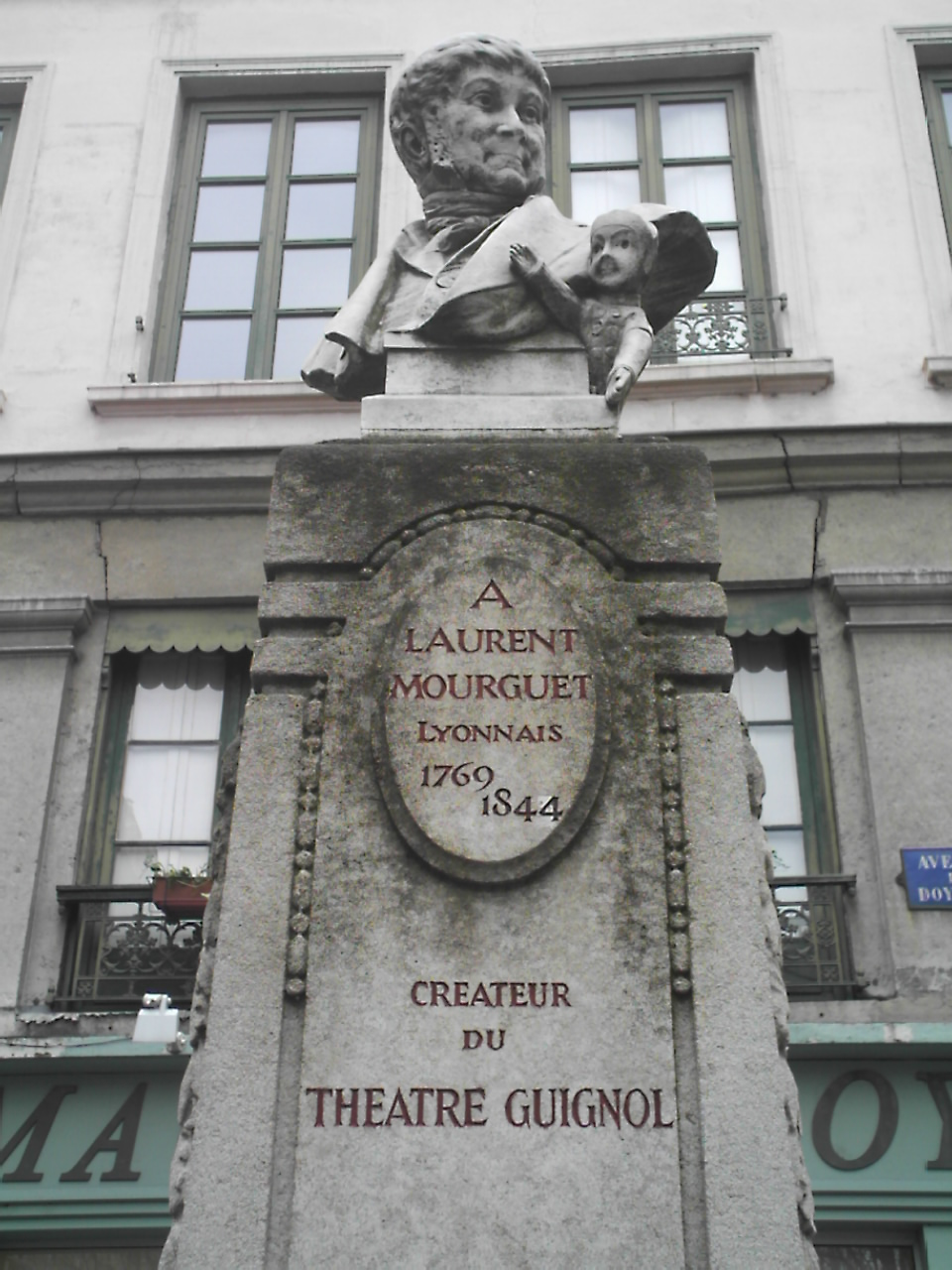
Laurent Mourguet, twórca Guignola. Lyon, aleja Doyenné.

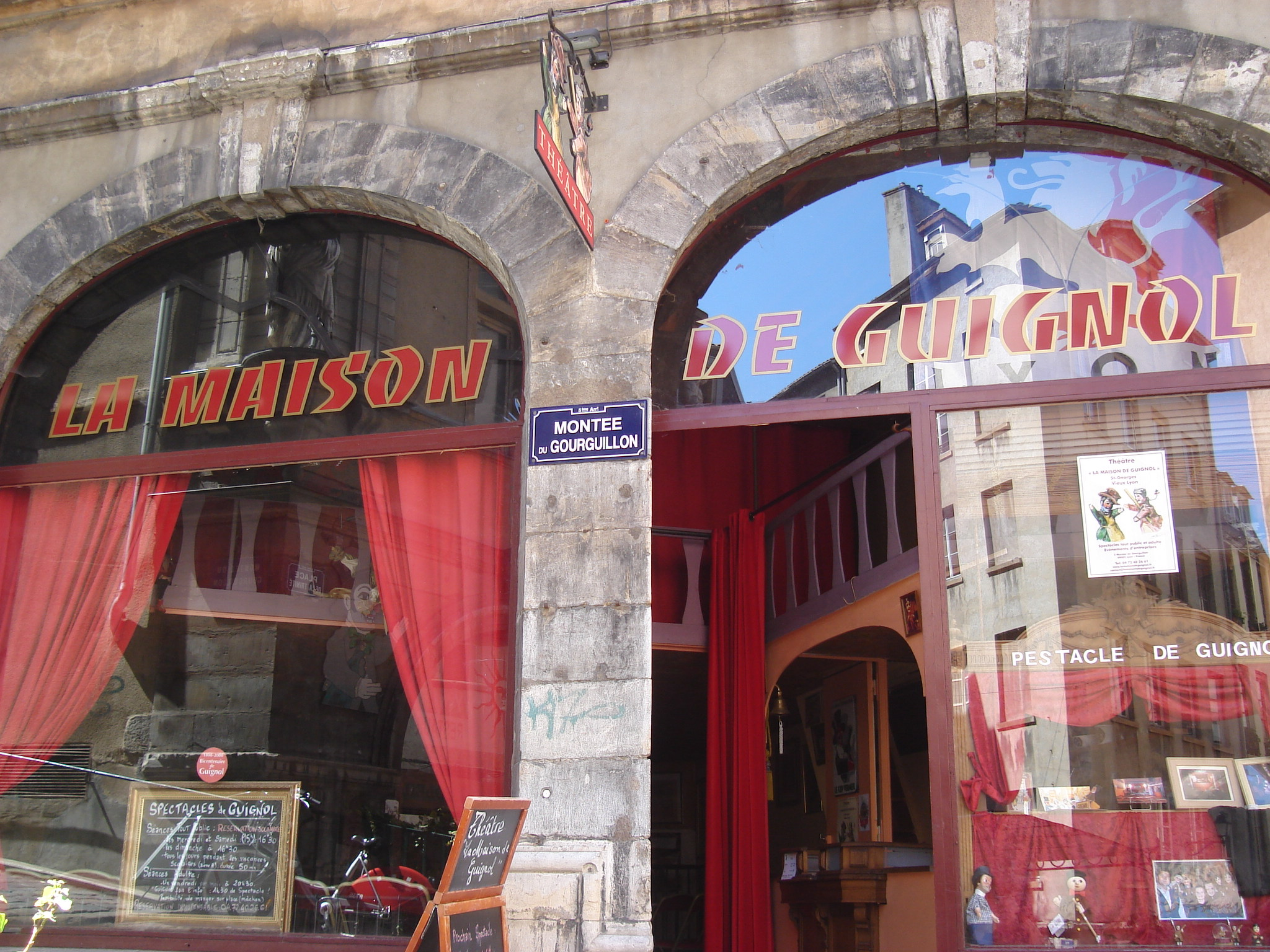
La maison de Guignol na Place de la Trinité w Lyonie

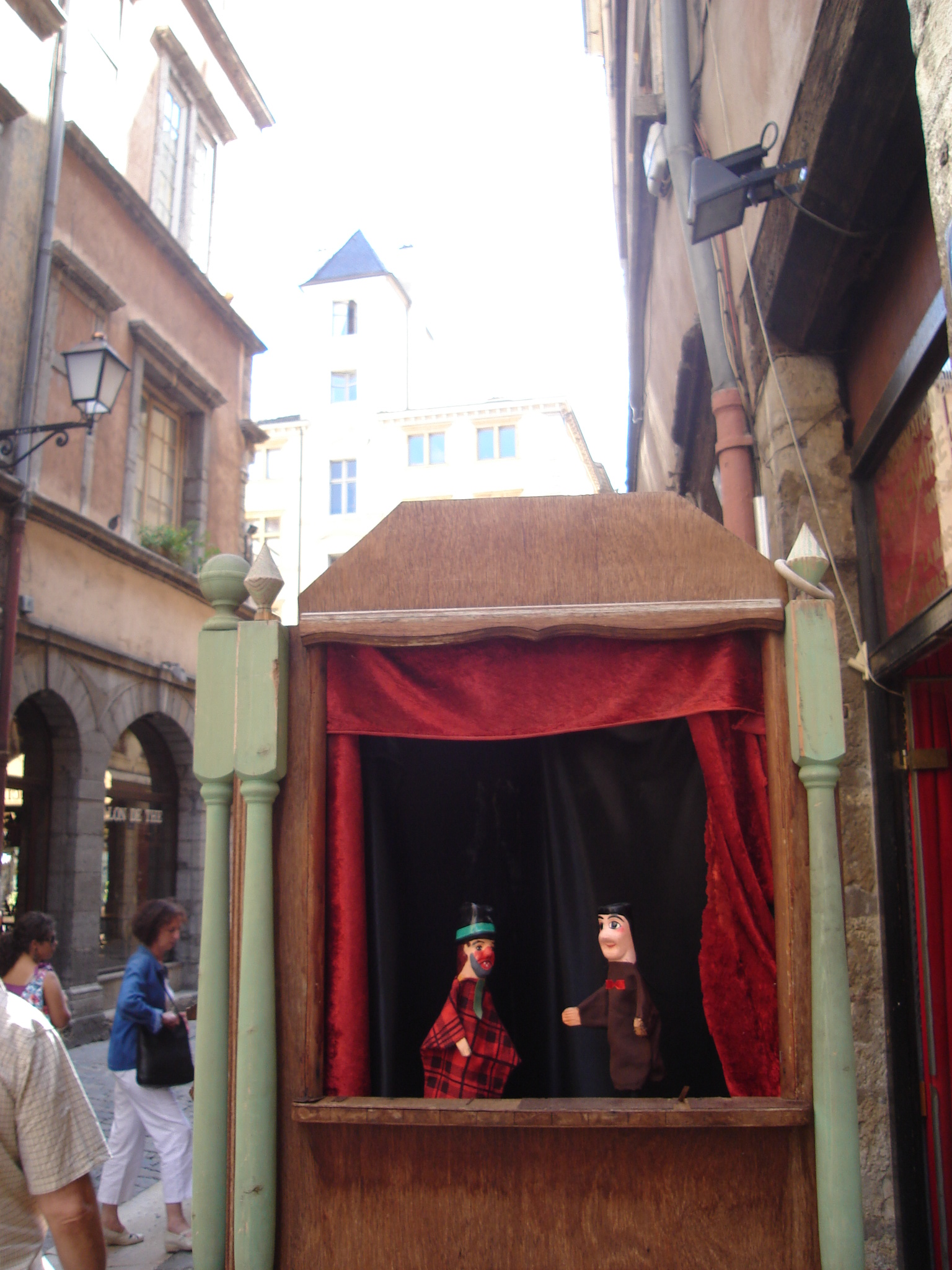
Guignol jest integralną częścią życia kulturalnego w Lyonie

Laurent Mourguet, twórca Guignola, tak jak wielu innych tkaczy, tracąc swoje zajęcie z powodu Rewolucji francuskiej, został najpierw handlarzem jarmarcznym, a później wyrywaczem zębów. Aby przyciągnąć klientów i zagłuszyć krzyki swoich pacjentów zabawiał tłum swoimi pacynkami.
Na początku Laurent Mourguet czerpał z repertuaru włoskiego, a konkretnie wykorzystywał postać Polichinella. Około 1805 roku, gdy wyczerpał już to źródło, animował Gnafrona – nieprzebierającego w słowach szewca, który lubił zaglądać do butelki. 3 lata później, w 1808, tworzy Guignola.
Początkowo przedstawienia były improwizowane, a ich treść zależała od poczucia humoru lalkarza i wydarzeń danego dnia. W ten sposób spektakle spełniały rolę gazety i wyrażały w zabawny sposób sprzeciw wobec niesprawiedliwości jaka dotykała zwykłych ludzi. Tak też, w Paryżu, Guignol był postacią prześmiewczą zanim stał się bohaterem przedstawienia dla dzieci.

### Guignol w XX wieku
Po obchodach pierwszego stulecia, w 1908, Guignol z Lyon braci Pierre’a i Ernesta Neichthauserów odniósł ogromny sukces we Francji, a nawet poza jej granicami. Chwała Théâtre du Gymnase z nabrzeża Saint Antoine przygaśnie po II wojnie światowej.
Począwszy od lat sześćdziesiątych trupa Petit Bouif (w tłumaczeniu na polski: szewczyk) pod kierownictwem Jean- Guya Mourgueta (potomka twórcy Guignola w piątym pokoleniu) występująca w teatrze na ulicy Saint Georges nabiera znaczenia.
Po ostatnim spektaklu trupy, pod koniec 1990, Jean-Guy Mourguet zaczął myśleć o zapisaniu testamentem swojej kolekcji (lalki teatralne, akcesoria, dokumenty...) miasteczku Brindas (gdzie mieszka i gdzie zamieszkiwali bracia Neichthauser) by w przyszłości powstało tam muzeum. Ostatecznie stało się to w styczniu 2008 roku.

### Guignol dzisiaj
W 1998, członkowie grupy Compagnie de Zonzons, poza wystawianiem przedstawień dla dzieci, komentowali aktualne wydarzenia w bistrach.
W 2008, Lyon świętuje dwusetlecie narodzin Guignola. Przewidywane są liczne imprezy, które będą się odbywać w ciągu całego roku. W tym samym roku otwarto w Brindas muzeum-teatr posiadające w swoich zbiorach znaczącą kolekcję lalek teatralnych podarowanych przez wyżej wspomnianego Jeana-Guya Mourgueta.

## Symbol Lyonu
Nasz duch ludowy Lyonu zamieszkał w lalce z drewna powiedział kiedyś Justin Godart, mąż stanu specjalizujący się w tożsamości lyońskiej.
Guignol jest symbolem tradycji tego miasta, a w przedstawieniach można odnaleźć wyrażenia typowe dla Lyonu, które mają tendencję do zanikania.
Można spotkać go na broszurach biura informacji turystycznej, na autostradzie przy wjeździe do aglomeracji, na niektórych autobusach (linia 6) i na znaczkach pocztowych.

### Stowarzyszenie przyjaciół Guignola
W 1911, postanowiono wybudować pomnik Laurenta Mourgueta, który stanął na alei Doyenné w starej dzielnicy Lyonu, Vieux-Lyon. Jako że zostało trochę pieniędzy z tych przeznaczonych na budowę pomnika, Justin Godart zaproponował, aby wykorzystać te środki na założenie stowarzyszenia mającego na celu podtrzymywanie i nauczanie tradycji, szczególnie tej związanej z teatrem Guignol, charakteru i ducha Lyonu. Stowarzyszenie przyjaciół Guignola działa do dziś i liczy ponad 600 członków.

## Postacie
Główne postacie teatru Guignola to:
- tkacz Guignol,
- Gnafron, przyjaciel Guignola znany ze swojego uwielbienia Beaujolais,
- Madelon, żona Guignola,
- Toinon, żona Gnafrona,
- Żadarm (niektórzy nazywają go Flageolet, ale to imię nie pojawia się w tekstach tradycyjnych),
- Canezou, właściciel,
- Zarządca (sędzia)

## Etymologia
Pochodzenie imienia Guignol jest kontrowersyjne. Sformułowano na ten temat trzy główne hipotezy.
Imię to może:
- pochodzić z dawnego wyrażenia c'est gignolant, którego używano by powiedzieć, że coś jest bardzo śmieszne;
- pochodzić od nazwiska tkacza Jeana Guignola, którego przodkowie przybyli do Francji z Lombardii, Chignolo;
- być odniesieniem do tytułu popularnej ówcześnie komedii: Nitouche i Guignolet.

## Repertuar
Laurent Mourguet był analfabetą, dlatego też nie ma żadnych pozostałości po pierwszych sztukach.
Cenzura nałożona przez Napoleona III (prawo z czerwca 1851) zmusiła trupy teatralne do spisania ich sztuk, co pozwoliło zachować utwory istniejące dotychczas tylko w formie ustnej. W 1852 Victor-Napoléon Vuillerme-Dunand, erudyta trupy Mourgueta, złożył 12 rękopisów. To właśnie są pierwsze pisemne ślady Guignola, które są zachowane w muzeum Gadagne, w Lyonie.
Lecz to przede wszystkim dzięki Jean-Baptistowi Onofrio możemy dotrzeć do repertuaru „klasycznego”. Urzędnik ten opublikował w 1865, a później w 1889 dwa tomy tekstów. Jednakże teksty zostały poddane cenzurze, o czym mówi sam Jean-Baptiste Onofrio w przedmowie.
Od tego czasu Guignol został transkrybowany w wielu dziełach.

### Klasyki
Wśród dzieł klasycznych repertuaru Guignola znajdują się:
- Le pot de confiture
- Le déménagement
- Les frères Coq
- Les Couverts Volés
- La Racine merveilleuse

### Wariacje
W 1911 roku wielu autorów pisało parodie oper i dramatów specjalnie dla Guignola. Niestety ten 'malowniczy zwyczaj' nie przetrwał.

## Teatrzyk
Tradycyjny wystrój teatrzyku do przedstawień Guignola znajduje się w Lyonie, na Place de la Trinité, przed kafejką Café du Soleil.
Tradycja mówi żeby Guignol występował po prawej stronie patrząc od strony publiki czyli był trzymany w lewej ręce lalkarza (odwrotnie w przypadku Gnafrona).
Tak jak w teatrze klasycznym strona dziedzińca (prawa strona) nazywana jest stroną Gui (od Guignol), a strona ogrodu (lewa strona) stroną Gna (od Gnafrona).

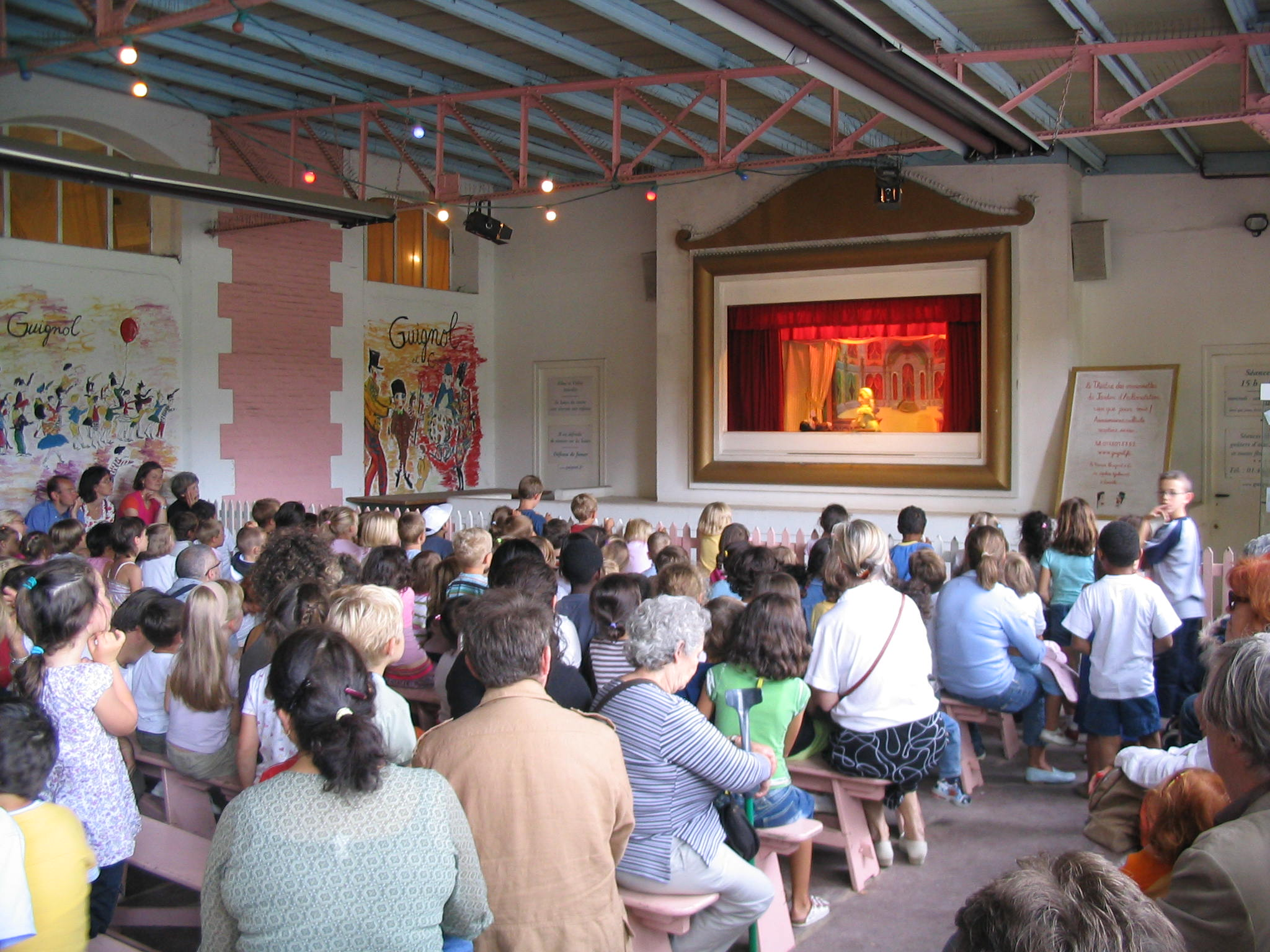
Przedstawienie Guignola w Paryżu.

## Inne znaczenia
Termin Guignol rozpowszechnił się poza regionem lyońskim i oznacza albo lalkę teatralną albo osobę, która się bawi i bawi innych. Za przykład może posłużyć Les Guignols de l’info – francuski program satyryczny kanału Canal+.

### Studia nad Guignolem
- Marcel Maréchal, Une Anémone pour Guignol, 1975, Christian Bourgois.
- Paul Fournel, L’histoire véritable de Guignol, 1975, Federop, réédition Éditions Slatkine.
- Paul Fournel, Guignol, „les Mourguet”, 1995, Seuil.
- Tancrède de Visan, édition complétée par Gérard Truchet, Le Guignol Lyonnais, 2004.
- Gérald Gambier, Guignol, 2004, La Taillanderie.
- Jean-Paul Tabey, Guignol, marionnette lyonnaise, 2006, Editions Alan Sutton.

### Zbiór utworów
- Théâtre lyonnais de Guignol, recueilli et présenté par Jean-Baptiste Onofrio. Marseille : J. Laffitte, 1998, 512 p.
- Théâtre des marionnettes : répertoire Guignol du XIXe, textes réunis par Louis-Edmond Duranty. Arles : Actes sud, 1995, 570 p. Coll. „Babel” n° 182.

### Utwory w całości
- Le Marchand de coups de bâton, José-Luis Gonzalez. Paris : Seuil jeunesse, 2003, 54 p.
- Guignol fait des blagues, Marie-Thérèse Sprocani. Paris : Art et comédie, 2005, 51 p. Coll. „Côté cour”.